# 浔江暗沙
浔江暗沙位于中国南沙群岛东北部，安塘滩鲎藤礁西南，五方礁以东约10海里。1983年中国地名委员会公布的标准名称为“浔江暗沙”。西方文献一般称为“Shinko Shoal”。